# 1236
Година 1236 (MCCXXXVI) била је преступна година која је почела у уторак.
1236 је била преступна година.

## Догађаји
- Википедија:Непознат датум — Након пораза Хенрика комуне поново склапају Ломбардску лигу у Сан Зенонеу Мантовану. Суочавају се с царем, који по повратку у Италију потчињава Бергамо и Вићенцу.
- Википедија:Непознат датум — На Сардинијисе град Сасари, престоница јудиката Торес побунио и прогласио независност.
- Википедија:Непознат датум — Кастиљски краљ Фердинанд III Свети освојио је југ Шпаније све до Кордобе.
- Википедија:Непознат датум — Енглески краљ Хенрик III оженио се са Елеонором од Провансе.
- Википедија:Непознат датум — Литванци, који су се ујединили у конфедерацију под кнезом Миндаугасом како би се што боље супротставили нападима тевтонаца, поразили су мачоносце код Бауска у Курландији.
- Википедија:Непознат датум — Монгол Бату је у сарадњи са Суботајем потукао источне Бугаре настањене у Русији.
- Википедија:Непознат датум — Грчко-бугарске снаге опкољавају Цариград, а Балдуин II је побегао на Запад у потрази за помоћ. Недуго затим бугарски цар напустио је никејског цара и Јовану Ватацу одузео тврђаву Цурулон.
- Википедија:Непознат датум — У Индији након смрти делхијског султана Илтутмиша уследило је раздобље борби за престо. На крају је победио Разија, султанов син и наследник који је успео да уведе ред у земљу.
- Википедија:Непознат датум — Уз помоћ Фридриха II Езелино III загосподарио је Падовом.

## Рођења
- Википедија:Непознат датум — Јелена Анжујска, српка краљица и жена Уроша I, родом из Француске. (†1314)

## Смрти
- 14. јануар — Свети Сава, први српски архиепископ и народни просветитељ.